# Évariste de Parny
Pour les articles homonymes, voir Parny.
Évariste Désiré de Forges, chevalier puis vicomte de Parny, est un poète français né le 6 février 1753 à Saint-Paul de l'île Bourbon (actuelle île de La Réunion), et mort le 5 décembre 1814 à Paris.

## Biographie
Issu d'une famille originaire du Berry, installée en 1698 à l'île Bourbon, Évariste de Parny (ou Évariste Parny) est né en 1753 à L'Hermitage de Saint-Paul.
Il quitte son île natale à l'âge de neuf ans pour venir en France métropolitaine avec ses deux frères, Jean-Baptiste et Chériseuil. Il fait ses études au collège Saint-Thomas de Rennes.
D'après l'historien Prosper Ève, « une tradition développée par ses ennemis veut qu'à dix-sept ans, il a envisagé d'embrasser la carrière ecclésiastique avec l'intention ferme de s'enfermer au couvent de La Trappe ». En fait, il a déjà « perdu une foi qui n'a d'ailleurs jamais été trop vive ». La thèse de Catriona Seth montre que les archives confirment le séjour du futur écrivain à Saint-Firmin. Il part officiellement pour cause de maladie mais il s'agit peut-être d'une maladie diplomatique…
En définitive, Parny choisit une carrière militaire, celle de ses frères et de son père, après avoir estimé qu'il avait trop peu de religion pour prendre l'habit, le christianisme le séduisant avant tout par les images de la Bible.
Son frère Jean-Baptiste, écuyer du comte d'Artois, l'introduit à la cour de Versailles où il fait la connaissance de deux autres militaires qui, comme lui, se feront un nom dans la poésie : Antoine Bertin, originaire comme lui de l'île Bourbon, et de Nicolas-Germain Léonard, qui était, lui, originaire de la Guadeloupe. En 1772, il est capitaine d'une compagnie de gendarmes du Roi.
En 1773, son père le rappelle à l'île Bourbon, où il revient âgé. Durant ce séjour, l'homme de vingt ans découvre ses dispositions poétiques et tombe passionnément amoureux d'une jeune personne, Esther Lelièvre, que son père l'empêche d'épouser.
S'ennuyant de Paris, il retourne en France métropolitaine en 1775 après avoir indiqué dans une lettre à Bertin qu'il ne saurait se plaire dans un pays où se pratique l'esclavage, contre lequel il s'élève. Peu après son départ, la fille dont il s'est épris est mariée à un médecin. Cette histoire inspire au jeune homme les Poésies érotiques, publiées en 1778, où Esther apparaît sous le nom d'Éléonore. Le recueil a d'emblée un grand succès et apporte la célébrité à son auteur.
En 1777, il rédige l’Épitre aux insurgents de Boston pour manifester sa solidarité avec les insurgés de la Boston Tea Party, qui réclament la liberté. Selon Prosper Éve, « cet amour de la liberté lui vient certainement de la lecture des philosophes, mais il n'a pu naître et croître que par le spectacle des outrances de la société bourbonnaise ».
Le 6 novembre 1779, Parny est nommé capitaine au régiment des dragons de la Reine.
En 1783, il revient à l'île Bourbon pour régler la succession de son père et voyage également à l'Île-de-France. En 1785, il quitte l'île Bourbon pour Pondichéry pour suivre, en qualité d'aide de camp, le gouverneur général des possessions françaises dans les Indes. Il ne se plaît pas du tout en Inde mais y recueille une part de la matière de ses Chansons madécasses, parmi les premiers poèmes en prose en français.
Il ne tarde pas à revenir en France pour quitter l'état militaire et s'installer en 1786 dans la maison qu'il possède dans le vallon de Feuillancourt, entre Saint-Germain-en-Laye et Marly-le-Roi, qu'on appelle la Caserne. Avec Bertin et Léonard, il forme la « société de la caserne », qui a coutume de s'y réunir.
Lorsqu'éclate la Révolution française, Parny, qui ne reçoit aucune pension du Roi et qui ne s'intéresse pas particulièrement à la politique, ne se sent pas véritablement concerné. Mais il doit solder les dettes laissées par son frère Jean-Baptiste et, en 1795, les remboursements en assignats le ruinent presque complètement. Il obtient une place dans les bureaux du ministère de l'Intérieur où il reste treize mois, puis à l'administration du théâtre des Arts. En 1804, le comte Français de Nantes le fait entrer dans l'administration des droits réunis.
En 1802, Parny se marie avec Marie-Françoise Vally et, l'année suivante, il est reçu à l'Académie française, où il occupe le 36e fauteuil. En 1813, Napoléon Ier lui accorde une pension de 3 000 francs, mais celle-ci lui est supprimée sous la Restauration en 1814. Il meurt le 5 décembre 1814 et est inhumé au cimetière du Père-Lachaise (11e division),.
À cette occasion Pierre-Jean de Béranger écrit une chanson en son hommage, pour laquelle Wilhem compose la musique.

## Œuvres

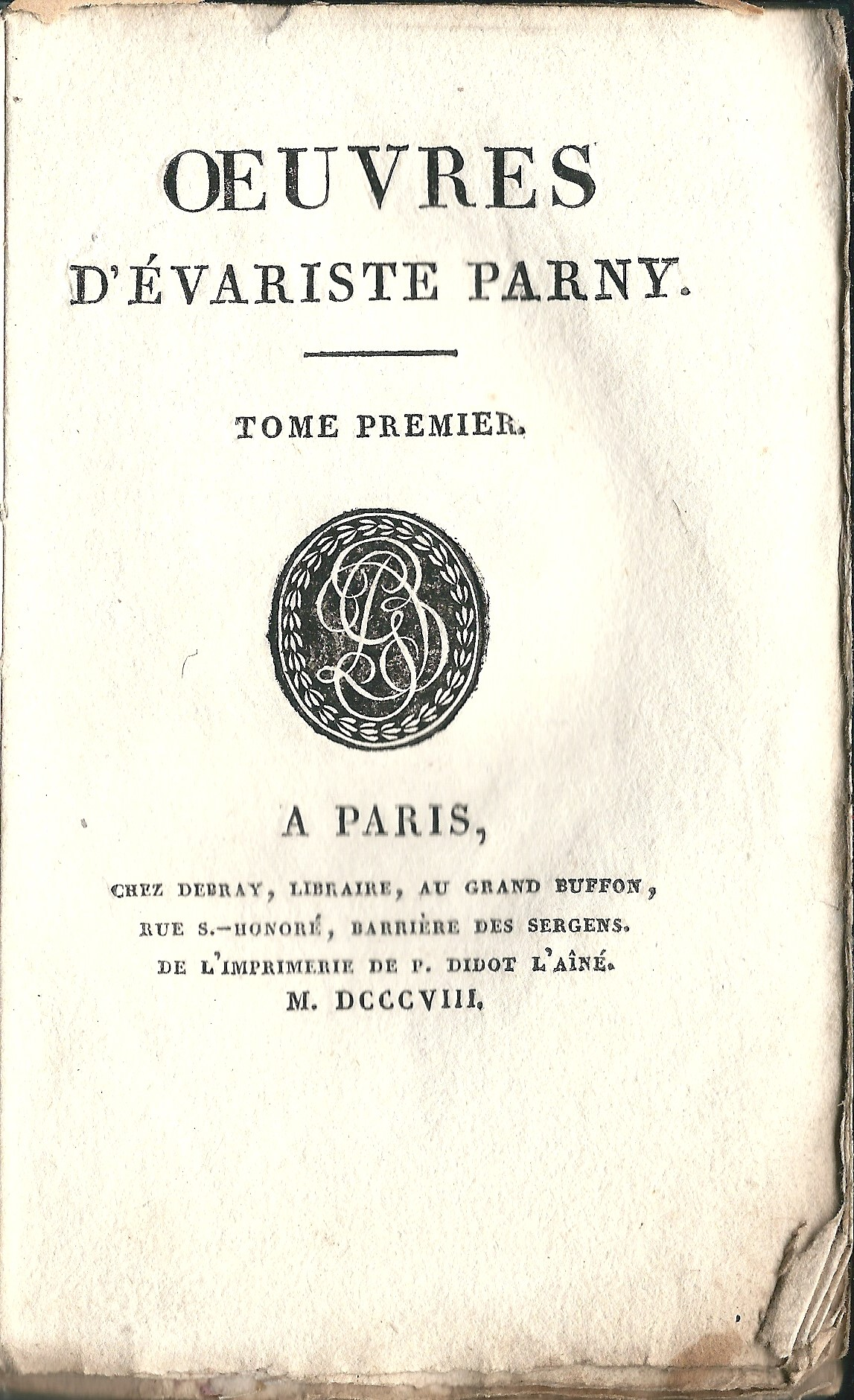
Œuvres d'Évariste Parny, tome 1, Paris : chez Debray, imprimerie Didot l'aîné, 1808

La poésie de Parny a été extrêmement populaire au début du XIXe siècle. « Je savais par cœur les élégies du chevalier de Parny, et je les sais encore », écrit ainsi Chateaubriand en 1813 (Mémoires d'outre-tombe, L.IV, ch. 12).
L'écrivain russe Pouchkine, qui écrivit également de la poésie érotique, avait Parny en grande estime et disait de lui : « Parny, c'est mon maître ».
L'écrivaine russe Anna Akhmatova dans les deux derniers vers de son poème "Tsarskoé sélo" de 1911 nomme Evariste de Parny:
"Dire qu'il posait là son tricorne / Et son Parny déjà tout froissé" En faisant référence à Pouchkine qui selon la note de bas de page de l'édition bilingue chez Héros- Limite (2022) "fut élève au lycée de Tsarskoé Sélo et avait une passion pour le poète Parny"(p.17)

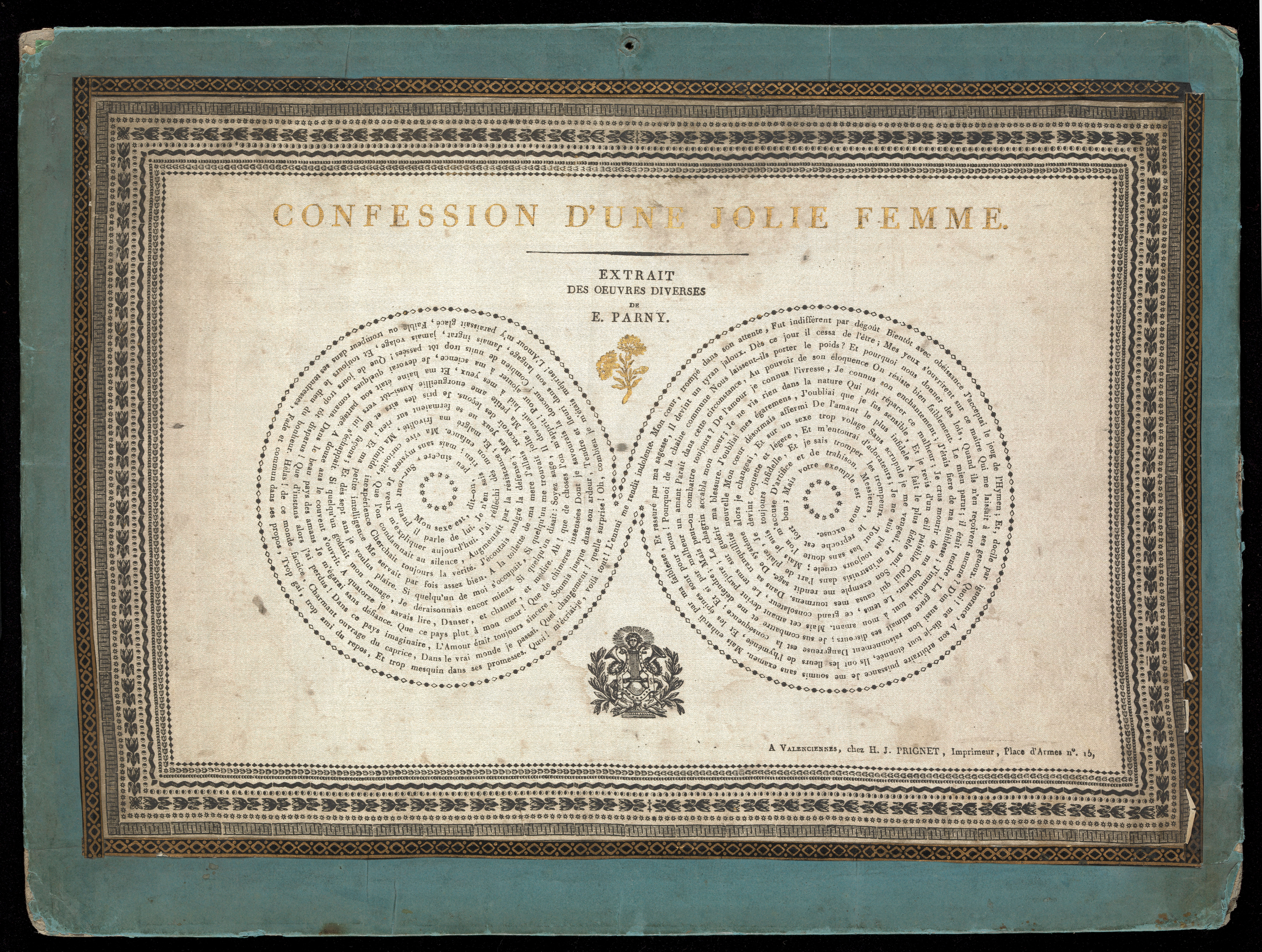
Confession d'une jolie femme. Extrait des Œuvres diverses de E. Parny

Parny s'est fait connaître par ses Poésies érotiques (1778) qui apportent un peu de fraîcheur dans la poésie académique du XVIIIe siècle. Il reste aussi par ses Chansons madécasses (1787), où il dit traduire des chansons de Madagascar, et qu'on s'entend pour considérer comme le premier essai de poèmes en prose en langue française. Elles ont été illustrées par Jean Émile Laboureur (1920). Certaines ont été mises en musique : par Maurice Ravel (Chansons madécasses, 1925) et par Zoé De La Rue (Romance : "C'en est fait, j'ai cessé").
- Voyage de Bourgogne, en vers et en prose, avec Antoine Bertin, 1777.
- Épître aux insurgents de Boston, 1777.
- Poésies érotiques, 1778.
- Opuscules poétiques, 1779.
- Élégies, 1784.
- Chansons madécasses, 1787.
- La Guerre des Dieux, poème en 10 chants, 1799 : poème condamné par un arrêt du 27 juin 1827 mais qui a souvent été réimprimé clandestinement.
- Goddam !, poème en 4 chants, 1804.
- Le Portefeuille Volé, 1805, contenant : Les Déguisements de Vénus, Les Galanteries de la Bible, Le Paradis perdu (poème en 4 chants).
- Le Voyage de Céline, poème, 1806.
- Réflexion amoureuse. Recueil : Poésies érotiques (1778) http://www.poesie-francaise.fr/evariste-de-parny/poeme-reflexion-amoureuse.php

## Ressources